# Sinocyclocheilus purpureus
Sinocyclocheilus purpureus är en fiskart som beskrevs av Li, 1985. Sinocyclocheilus purpureus ingår i släktet Sinocyclocheilus och familjen karpfiskar. Inga underarter finns listade i Catalogue of Life.